# Christuskirche (Lahr)

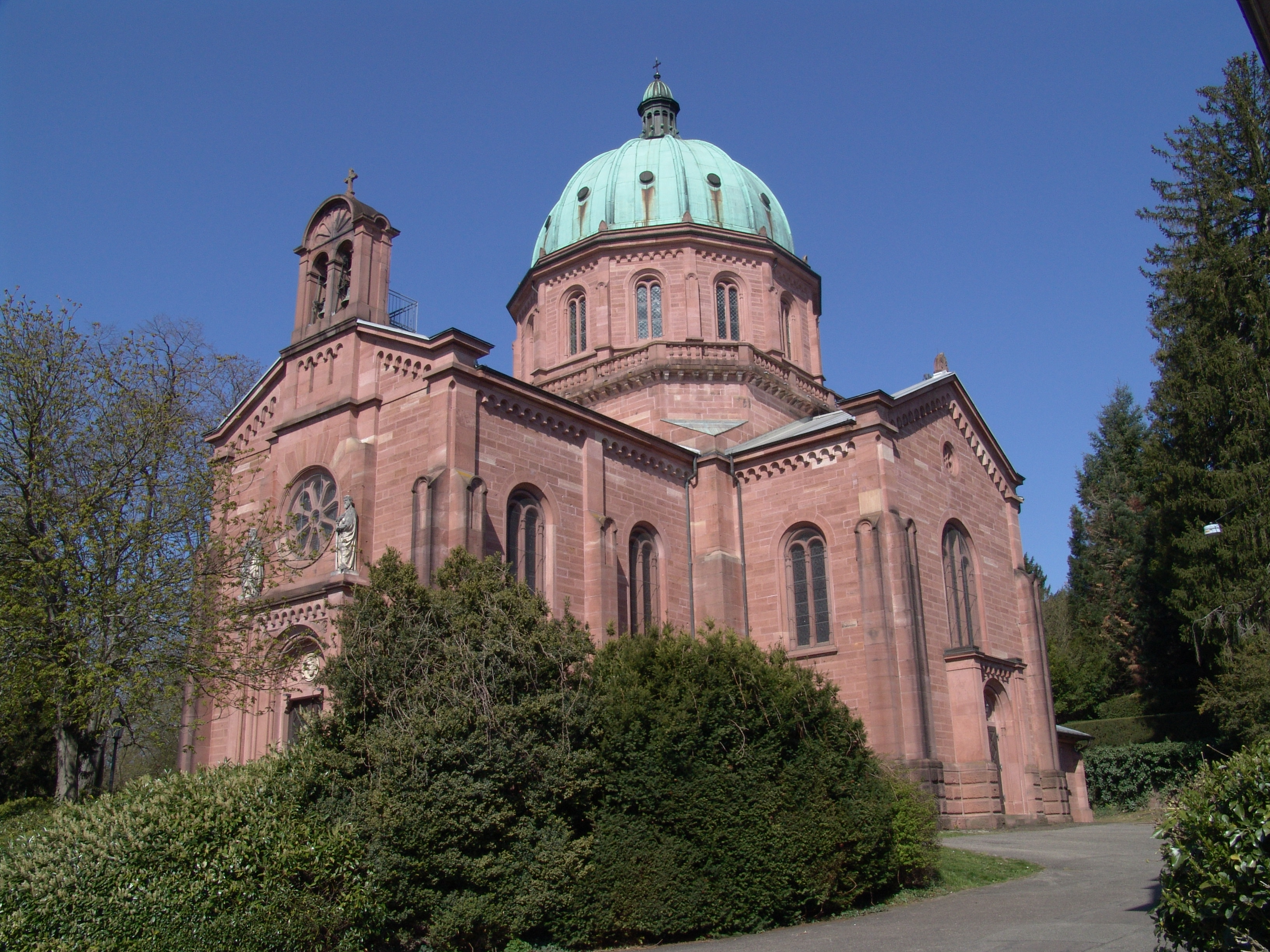
Christuskirche in Lahr

Die evangelische Christuskirche steht in Lahr/Schwarzwald, einer Großen Kreisstadt im Ortenaukreis in Baden-Württemberg. Sie ist neben der Stiftskirche Lahr, der Burgheimer Kirche und der Johanneskirche in Sulz eine von vier Kirchen der Evangelischen Kreuzgemeinde Lahr im Kirchenbezirk Ortenau in der Evangelischen Landeskirche in Baden. Das Bauwerk ist beim Landesamt für Denkmalpflege Baden-Württemberg als Baudenkmal eingetragen.

## Beschreibung
Der Zentralbau, eine Kreuzkirche aus Quadermauerwerk im Stil der Neorenaissance, wurde 1877–80 nach einem Entwurf von Ludwig Diemer als Grabkapelle errichtet. Finanziert wurde der Bau durch das Testament des Großhandelskaufmanns Christian Wilhelm Jamm (1809–1875), der auch verfügt hatte, dass er in der Kirche bestattet werden müsse. Über der Vierung erhebt sich eine Kuppel, die von einer Laterne bekrönt ist. In der Fassade im Süden befindet sich das Portal. Auf dem Giebel sitzt ein Giebelreiter, in dem zwei Kirchenglocken hängen. 
In den Querarmen sind Emporen eingebaut, auf einer steht eine Orgel.